# دادی‌کوی (آماسیه)
دادی‌کوی (به ترکی استانبولی: Dadıköy) یک منطقهٔ مسکونی در ترکیه است که در آماسیه واقع شده‌است.